# Вуличний плакат
Вуличний плакат (англ. Street poster art або Paste-Up) є типом стрит-арту. Плакати зазвичай виконують вручну або роздруковують на тонкому папері і приклеюють саморобним клеєм (англ. wheatpaste). Деякі люди не сприймають це як форму сучасного мистецтва, натомість інші бачать у цьому пошук глядача альтернативним щодо галерей способом.

## Галерея
|  |  |  |  |